# Cyclostrema cookeanum
Cyclostrema cookeanum är en snäckart som först beskrevs av Dall 1818.  Cyclostrema cookeanum ingår i släktet Cyclostrema och familjen turbinsnäckor. Inga underarter finns listade i Catalogue of Life.